# Kvintett för piano och blåsare (WA Mozart)
Kvintett för piano och blåsare i Ess-dur K. 452, är ett verk Mozart själv uppskattade högt. Han skrev till sin far, Leopold Mozart, "detta är det bästa verk jag någonsin gjort".
- I. Largo – Allegro moderato
- II. Larghetto
- II. Rondo (Allegro)

Kvintetten finns inspelad tillsammans med de fyra hornkonserterna med hornisten Dennis Brain (född 1921) i en inspelning från 1954.